# Media naranja (serie de televisión)
Media naranja es una serie de televisión comedia estrenada por Televisión Española el 5 de marzo de 1986. Está compuesta por 12 capítulos de una 25 minutos de duración, se retransmitió en horario de máxima audiencia, los miércoles a las nueve y media de la noche. 
Fue escrita por Rosa Montero y realizada por Jesús Yagüe. El cantautor Javier Bergia compuso la cortina. 

## Argumento
La serie relata, en tono de comedia, la complicada relación amorosa entre Luis y Julia, dos jóvenes que viven en apartamentos vecinos en el mismo edificio.
Luis es un treintañero tímido y apocado, hijo único, que aún vive con sus padres, Maruja y Manolo, dueños de la ferretería del barrio.
Por su parte, Julia es una joven independiente, vitalista y enérgica con tres hermanos menores, Carlos, Lola y José, con los que tiene una excelente relación.
A lo largo de toda la serie, Luis y Julia tendrán que enfrentarse a la oposición de Maruja, que considera a la joven y a sus hermanos como una mala influencia sobre su hijo, para poder estar juntos.

## Reparto
- Amparo Larrañaga ... Julia
- Iñaki Miramón ... Luis
- Eduardo del Hoyo ... José
- Alicia Yagüe ... Lola
- Alberto Delgado ... Carlos
- Montserrat Salvador ... Maruja, madre de Luis
- Rafael Alonso ... Manolo, padre de Luis
- María Luisa Merlo ... Rosa
- Julia Torres... Puri
- José Vivó ... Coronel
- Natalia Dicenta ... Socorro, amiga de Luis

## Repercusión
Gozó de gran repercusión nacional, en una época en la que sólo existían las dos cadenas públicas. El éxito de Media naranja catapultó a los dos prometedores actores, quienes desde entonces han compaginado sus trabajos en cine y televisión, así como en el teatro.

## Curiosidades
María Luisa Merlo y Amparo Larrañaga —madre e hija en la vida real— interpretaban a Rosa y su hija Julia. Veinte años después, María Luisa volvería a dar vida al personaje de madre de un personaje interpretado por un hijo suyo, en esta ocasión Luis Merlo en Aquí no hay quien viva.[cita requerida]

## Premios
Amparo Larrañaga obtuvo el Premio TP de Oro a la Mejor Actriz y estuvo además nominada al Fotogramas de Plata.
- Datos: Q2917192